# Clinodiplosis cellularis
Clinodiplosis cellularis är en tvåvingeart som beskrevs av Jean-Jacques Kieffer 1909. Clinodiplosis cellularis ingår i släktet Clinodiplosis och familjen gallmyggor. Inga underarter finns listade i Catalogue of Life.